# Trivia suffusa
Trivia suffusa är en snäckart som först beskrevs av Gray 1832.  Trivia suffusa ingår i släktet Trivia och familjen Triviidae. Inga underarter finns listade i Catalogue of Life.